# Antisymmetrische Funktion
Eine antisymmetrische Funktion oder schiefsymmetrische Funktion ist in der Mathematik eine Funktion mehrerer Variablen, bei der die Vertauschung zweier Variablen das Vorzeichen der Funktion umkehrt. Wichtige Spezialfälle antisymmetrischer Funktionen sind antikommutative Verknüpfungen und alternierende Multilinearformen. In der Quantenmechanik sind Fermionen genau diejenigen Teilchen, deren Wellenfunktion antisymmetrisch bezüglich des Austauschs der Teilchenpositionen ist.
Das Gegenstück zu den antisymmetrischen Funktionen sind symmetrische Funktionen.

## Definition
Sind {\displaystyle V} und {\displaystyle W} zwei Vektorräume (meist über den reellen oder komplexen Zahlen), dann heißt eine multivariate Funktion {\displaystyle f\colon V^{n}\to W} antisymmetrisch, wenn für alle Permutationen {\displaystyle \sigma \in S_{n}} und alle Vektoren {\displaystyle x_{1},\dotsc ,x_{n}\in V}
{\displaystyle f(x_{1},\dotsc ,x_{n})=\operatorname {sgn} (\sigma )f(x_{\sigma (1)},\dotsc ,x_{\sigma (n)})}
gilt, wobei {\displaystyle \operatorname {sgn} } das Signum der Permutation ist.

## Beispiele

### Konkrete Beispiele
Die Subtraktion
{\displaystyle f(x_{1},x_{2})=x_{1}-x_{2}=-(x_{2}-x_{1})=-f(x_{2},x_{1})}
ist antisymmetrisch, denn durch Vertauschung der beiden Operanden {\displaystyle x_{1}} und {\displaystyle x_{2}} kehrt sich das Vorzeichen des Ergebnisses um. Antisymmetrische Funktionen dreier Variablen sind beispielsweise
{\displaystyle f(x_{1},x_{2},x_{3})=(x_{1}-x_{2})(x_{2}-x_{3})(x_{3}-x_{1})}
oder
{\displaystyle f(x_{1},x_{2},x_{3})=x_{1}^{2}(x_{2}-x_{3})+x_{2}^{2}(x_{3}-x_{1})+x_{3}^{2}(x_{1}-x_{2})}.

### Allgemeinere Beispiele
- das Kreuzprodukt zweier Vektoren ist antisymmetrisch
- die Lie-Klammer zweier Vektoren ist ebenfalls antisymmetrisch
- eine antikommutative zweistellige Verknüpfung ist eine antisymmetrische Funktion der beiden Operanden
- die Determinante einer Matrix ist eine antisymmetrische Funktion der Spaltenvektoren der Matrix
- eine alternierende Multilinearform ist eine antisymmetrische Funktion in den Skalarkörper, die linear in jedem Argument ist

## Weitere Kriterien
Für den Nachweis der Antisymmetrie einer Funktion müssen nicht alle {\displaystyle n!} möglichen Permutationen der symmetrischen Gruppe {\displaystyle S_{n}} überprüft werden. Nachdem sich jede Permutation als Hintereinanderausführung von Transpositionen der Form {\displaystyle (i~j)} schreiben lässt, ist eine Funktion bereits genau dann antisymmetrisch, wenn sich der Funktionswert durch die Vertauschung zweier beliebiger Variablen {\displaystyle x_{i}} und {\displaystyle x_{j}} umkehrt, also
{\displaystyle f(\dotsc ,x_{i},\dotsc ,x_{j},\dotsc )=-f(\dotsc ,x_{j},\dotsc ,x_{i},\dotsc )}
für {\displaystyle i,j\in \{1,\ldots ,n\}} mit {\displaystyle i<j} ist. Für weitere mögliche Kriterien zum Nachweis der Antisymmetrie siehe Symmetrische Funktionen, die jeweils mit Vorzeichenwechsel angewandt werden müssen.

## Eigenschaften
Die antisymmetrischen Funktionen bilden einen Untervektorraum im Vektorraum aller Funktionen von {\displaystyle V^{n}} nach {\displaystyle W} (mit der komponentenweisen Addition und Skalarmultiplikation), das heißt
- ein skalares Vielfaches einer antisymmetrischen Funktion ist wieder eine antisymmetrische Funktion und
- die Summe zweier antisymmetrischer Funktionen ist ebenfalls wieder antisymmetrisch,

wobei die Nullfunktion trivialerweise antisymmetrisch ist.

## Antisymmetrisierung
Durch Antisymmetrisierung, das heißt durch eine gewichtete Summation über alle möglichen Permutationen der Form
{\displaystyle {\begin{aligned}Af(x_{1},\dotsc ,x_{n})&={\frac {1}{n!}}\sum _{\sigma \in S_{n}}\operatorname {sgn} (\sigma )f(x_{\sigma (1)},\dotsc ,x_{\sigma (n)})\\&={\frac {1}{n!}}\sum _{\sigma \in S_{n} \atop {\text{gerade}}}f(x_{\sigma (1)},\dotsc ,x_{\sigma (n)})-{\frac {1}{n!}}\sum _{\sigma \in S_{n} \atop {\text{ungerade}}}f(x_{\sigma (1)},\dotsc ,x_{\sigma (n)})\end{aligned}}}
lässt sich jeder nicht antisymmetrischen Funktion {\displaystyle f} eine zugehörige antisymmetrische Funktion {\displaystyle Af} zuordnen. Der Antisymmetrisierungsoperator {\displaystyle A} führt dabei eine Projektion auf den Untervektorraum der antisymmetrischen Funktionen durch. Wenn {\displaystyle f(x_{1},\dotsc ,x_{n})} ein Produkt von Funktionen ist, die jeweils nur von einer einzigen Variable abhängen (in der Quantenchemie wird eine solche Funktion Hartree-Produkt genannt), kann man {\displaystyle Af(x_{1},\dotsc ,x_{n})} auch als Slaterdeterminante schreiben.